# Radula

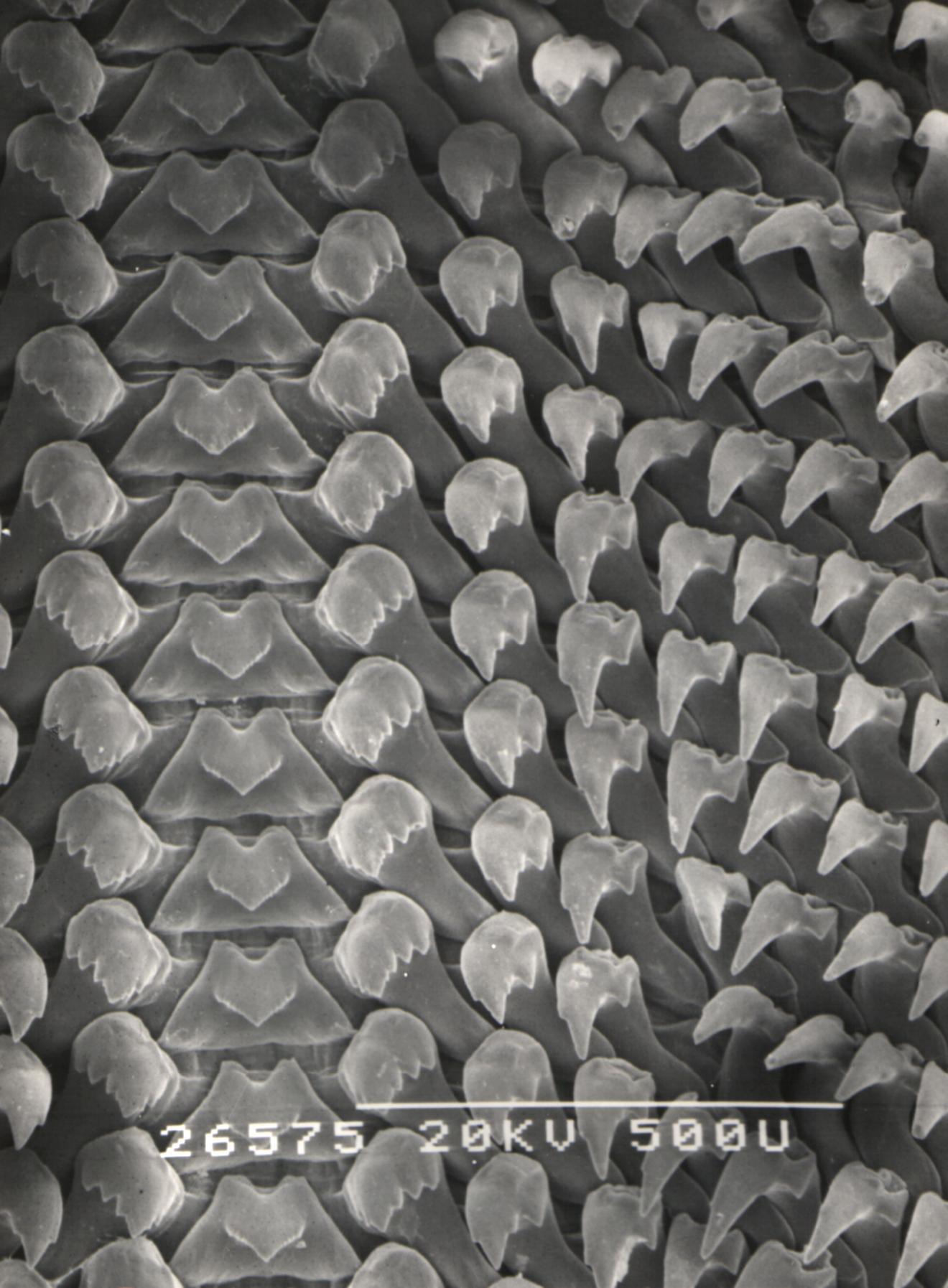
Radula von Aplysia juliana

Als Radula (lat. „Kratzeisen“, „Raspel“) oder auch Raspel- oder Reibzunge wird das charakteristische Mundwerkzeug der Weichtiere bezeichnet. Sie dient in ihrer Grundausbildung dem Abraspeln, Zerkleinern und Einholen der Nahrung in den Schlund. Carnivore Arten können die Radula auch zum Packen und Festhalten von Beutetieren einsetzen.
Die Radula kommt bei allen Weichtieren mit Ausnahme der als Filtrierer lebenden Muscheln sowie einigen Wurmmollusken und Schnecken vor, die sich saugend ernähren. Aus diesem Grund stellt sie eine wesentliche Apomorphie (gemeinsames Merkmal) dieser Gruppe dar. Zugleich werden die vielfältigen Abwandlungen der Radula als Hauptgrund für die Erschließung unterschiedlicher Nahrungsquellen und damit für die weite Verbreitung und die hohen Artenzahlen der Weichtiere, vor allem der Schnecken, betrachtet.

## Aufbau

### Grundaufbau

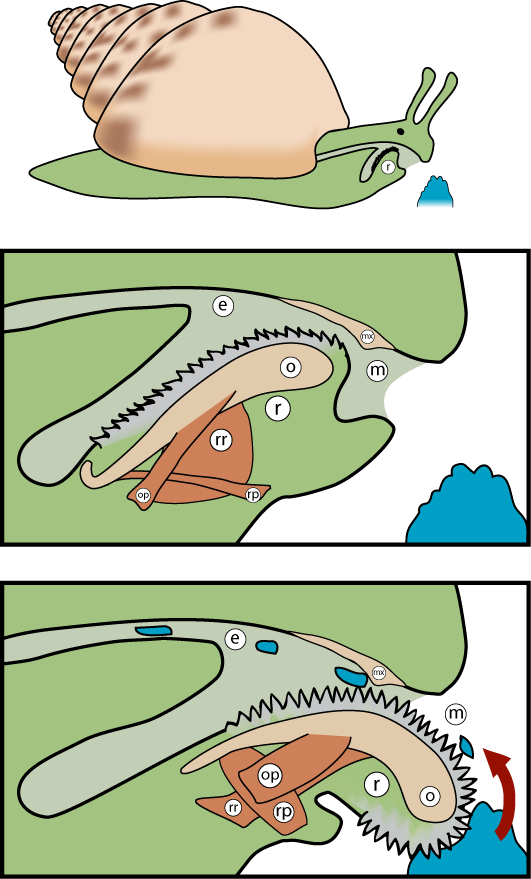
Radula: Aufbau und Funktionsweise

Bei der Radula handelt es sich um eine zungenartige Lamelle im Schlundbereich, die meistens als bezahnte Chitinmembran (Radulamembran) ausgebildet ist. Sie sitzt in der Nähe der Mundöffnung im Pharynx (entspr. Rachen) in einer Radulatasche. In den meisten Fällen ist die Membran mit wenigen bis vielen in regelmäßigen Quer- oder Längsreihen angeordneten Zähnen aus Chitin (bis zu 800.000), Conchin und Mineralsalzen bestückt.
Die Radula sitzt verschiebbar einem Stützapparat auf (Odontophor) und wird durch Muskelgruppen gemeinsam mit diesem bewegt. Bei vielen Weichtieren, insbesondere bei den Schnecken, sitzt die Radula auf einem Polster, mit dem sie zum Abweiden von Substraten eingesetzt werden kann und wodurch beim Vordrücken Belag abgeweidet wird. Die Bewegungsweisen sind je nach artspezifischem Einsatz unterschiedlich, wobei der Einsatz bei den substratabschabenden Weidegängern wie den Käferschnecken oder auch den Napfschnecken als ursprünglichste Form betrachtet wird. Als Widerlager wird an der rückseitigen Schlundwand oft ein „Kiefer“ ausgebildet, etwa bei den Weinbergschnecken. Bei der Gefleckten Weinbergschnecke wurde die Kraft der Radula während des Fressens gemessen. Dabei wurden 107 Millinewton registriert, was einem Druck von bis zu 4700 bar an den Zahnspitzen entspricht.

### Variation
Entsprechend der sehr unterschiedlichen Lebens- und Ernährungsweise der Weichtiere ist die Radula vor allem in der Anzahl, Größe und Form der Zähne bei den unterschiedlichen Tiergruppen teilweise stark modifiziert. Bei den Muscheln (Bivalvia), die sich filtrierend ernähren, sowie einigen Furchenfüßern  und Schnecken, die sich saugend ernähren, wurde die Radula reduziert und fehlt entsprechend vollständig.
Die Radula der Schildfüßer (Caudofoveata) ist in den meisten Fällen sehr einfach aufgebaut und besitzt nur eine einzelne Querzahnreihe, mit der die Tiere ihre Nahrung (vor allem Detritus, Foraminiferen und Kieselalgen) aus dem Sediment des Meeresbodens aufnehmen. Bei der zweiten Gruppe der Wurmmollusken, den Furchenfüßern (Solenogastres), befinden sich auf der Radula zwei Zahnreihen; bei etwa einem Drittel der bekannten Arten ist sie allerdings vollständig reduziert. Käferschnecken (Placophora) besitzen dagegen eine sehr große Radula, die eine Länge von etwa einem Drittel der Körperlänge erreicht. Sie ist von 17 Längsreihen und häufig mehr als 40 Querreihen von Zähnen bestanden, die insbesondere im Spitzenbereich durch eingelagertes Magnetit gehärtet sind. Die Tiere schaben mit diesen Zähnen Algenbewuchs vom Substrat und befördern diesen in den Schlund und den anschließenden Vorderdarm. Ähnlich aufgebaut ist auch der Schlundbereich der Einschaler (Monoplacophora) mit einer Radula, die mit der der Käferschnecken ebenso vergleichbar ist wie mit der Balkenzunge der Vorderkiemerschnecken (docoglosser Typ).
Die größte Variabilität weist sie bei den sehr diversen Schnecken auf; vor allem innerhalb der Vorderkiemerschnecken gibt es eine starke Differenzierung. Unterschieden werden hier bsp. Balkenzungen, Bandzungen, Bürstenzungen, Fächerzungen, Federzungen, Schmalzungen und Giftzungen, die jeweils für Verwandtschaftsgruppen typisch sind und sich auch in der Namensgebung der unterschiedlichen Taxa widerspiegeln. Die wichtigsten Radulatypen der Schnecken sind:
- Balkenzunge (docoglosser Typ): Beim docoglossen Typ stehen in einer Querreihe beiderseits eines Mittelzahns einige Zwischenplatten und daran anschließend Seitenplatten. Die Zwischen- und Seitenplatten sind häufig durch die Einlagerung von Opal und Goethit gehärtet. Der docoglosse Radulatyp kennzeichnet vor allem weidende Pflanzenfresser, häufig sind die Arten auf beschalte Kieselalgen oder Foraminiferen spezialisiert.
- Fächerzunge (rhipidoglosser Typ): Der rhipidoglosse Typ besteht aus einem starken Mittelzahn, an den sich seitlich eine bis zehn Zwischenplatten und mehrere Seitenplatten anschließen. Der Typ ist bei Weidegängern an Algen und anderem Aufwuchs häufig.
- Bandzunge (taenioglosser Typ): Der taenioglosse Typ ist der häufigste Bautyp der Radula und kommt bei fast allen ehemals als Mittelschnecken zusammengefassten Arten vor. Sie besteht in jeder Querreihe aus einem Mittelzahn, der von jeweils einer Mittelplatte und zwei Seitenplatten flankiert wird.
- Schmalzunge (rhachi- oder stenoglosser Typ): Der stenoglosse Typ besteht aus einem Mittelzahn und beidseitig jeweils einer Mittelplatte und einer Seitenplatte. Er kommt vor allem bei den fleischfressenden Neuschnecken vor.
- Pfeil- oder Giftzunge (toxoglosser Typ): Der toxoglosse Typ stellt die am weitesten vom Ursprungstyp abgewandelte Radulaform dar. Die Radulamembran ist reduziert, und die Radula besteht aus wenigen Zähnen mit pfeilartiger Form, die wie eine Kanüle Gift in ein potenzielles Opfer spritzen können. Nach der Nutzung wird der Zahn durch einen Reservezahn ersetzt. Dieser Typ ist bei den hochgiftigen Kegelschnecken (Gattung Conus) ausgebildet, die ihren Opfern mit Hilfe der Radula ein stark lähmendes Gift injizieren.

Anders als die Vorderkiemerschnecken besitzen Lungenschnecken und Hinterkiemerschnecken einförmigere Radulae, die in der Regel mit zehntausenden gleichartiger Zähnen bedeckt sind, die nur unter dem Elektronenmikroskop unterschieden werden können.
Bei den Kopffüßern (Cephalopoda) ist die bezahnte Radula sehr gut entwickelt, außerdem besitzen viele Arten oberhalb der Radula eine Verengung des Darmtrakts durch Laterallappen, die bei den Tintenfischen mit einer bezahnten Chitinschicht verkleidet sind und ein Zurückrutschen der Beute verhindern sollen. Kraken besitzen weitere Zähnchen unter der Radula und im hinteren Schlundbereich.

## Bildung
In der Radulatasche (auch Radulasack) wird die Radula durch Drüsensekrete gebildet, wobei spezialisierte Zellen die Membrananteile abscheiden (Proteide und chitinähnliche Glykoproteine), während Gruppen von Odontoblasten die Zähne bilden. Jeder Zahn besteht aus einer Basalplatte, einem Mittel- und einem Spitzenteil, der durch Mineralsalze besonders verstärkt wird.
Abgenutzte Zähne und Chitinteile werden in der Radulatasche ständig neu ersetzt, sodass die Radula von hinten her kontinuierlich nachwächst. Bei einigen Lungenschnecken werden dabei etwa drei Querreihen pro Tag neu angelegt, beispielsweise sind es bei Lymnaea stagnalis durchschnittlich 2,8 Reihen pro Tag.

## Belege